# Natálie Martináková
Natálie Martináková (* 6. července 1998) je česká florbalová trenérka a bývalá hráčka a reprezentantka. Jako hráčka je dvojnásobná mistryně Česka i Švýcarska. V nejvyšších soutěžích těchto zemí hrála v letech 2015 až 2021. Mezi roky 2022 a 2024 byla trenérkou švýcarského týmu Zug United, který dovedla k titulu vicemistra.

## Klubová kariéra

### Vítkovice
Martináková v dětství hrála tenis a po té fotbal. K florbalu se dostala v roce 2009 v kroužku v DDM, který pořádal oddíl 1. SC Vítkovice. Za ten později začala i hrát. V Extralize žen nastoupila poprvé v sezóně 2015/2016. Ve svém prvním zápase asistovala na tři góly. V tomto ročníku získala s Vítkovicemi svůj první mistrovský titul. V další sezóně ženy ve finály prohrály, ale Martináková vyhrála titul s Vítkovickými juniorkami. V sezóně 2017/2018 vybojovala s ženami druhé zlato.

### Švýcarsko
Od ročníku 2018/2019 ve 20 letech hrála ve švýcarské National League A za klub UHC Kloten-Dietlikon Jets. Hned v první sezóně vybojovali zlato v lize i v poháru. V ligovém finále asistovala na dva góly, ale zápas pro zranění nedohrála. Na následném Poháru mistrů 2020 (kde již za Jets hrála i její reprezentační spoluhráčka Hana Koníčková), získaly stříbro. V roce 2021 po zisku druhého titulu s Jets ukončila kariéru kvůli problémům s kolenem.
V klubu dál působila jako asistentka trenéra juniorského týmu, ve kterém hrála její mladší sestra Viktorie. Před sezónou 2022/2023 se stala nejprve asistentkou trenéra ženského týmu Zug United (a bývalého trenéra české ženské reprezentace) Saschi Rhynera, a od listopadu již hlavní trenérkou. Tým hned v tomto ročníku dovedla k vítězství ve Švýcarském poháru, a tím k účasti na novém formátu Poháru mistrů, na kterém ve čtvrtfinále porazily Vítkovice. Mezi její svěřenkyně v Zugu patřily mimo jiné tři české reprezentantky, Denisa Ratajová, Ivana Šupáková a Martina Řepková. V létě 2023 vyhrály švýcarský Supercup a v sezóně 2023/2024 tým pod jejím vedením získal titul vicemistra. Po neúspěšném začátku dalšího ročníku byla odvolána.

## Reprezentační kariéra
Martináková reprezentovala Česko na jediném mistrovství světa v roce 2019, než ze zdravotních důvodů ukončila kariéru.
| Umístění | Soutěž                                 |
| -------- | -------------------------------------- |
| 4.       | Mistrovství světa ve florbale žen 2019 |